# Téka sorozat
A Téka egy romániai magyar irodalmi-történelmi-művelődéstörténeti sorozat. 1969-es indulásakor az Irodalmi Könyvkiadó, majd 1970-től a Kriterion Könyvkiadó gondozásában jelennek meg kötetei, napjainkig.

## Története

### 1969–1989 között
A sorozat első kötetei 1969-ben jelentek meg – a sorozatindítás alapjául egy Csehi Gyula által készített sorozatterv és annak 185 címjavaslatot tartalmazó melléklete szolgált. Ebben fogalmazta meg a sorozat célkitűzését: „A Téka elegáns kis kötetek sorával óhajt utat nyitni a nem szakember olvasónak az olyan irodalmi formák és az olyan tartalmak felé, amelyek nem férnek el kényelmesen az irodalom három szentesített »természeti formájában« – az epikában, a drámában és a lírában. A sorozat hivatása az is, hogy az egyetemes művelődéstörténet minden korából és minden területéről begyűjtsön kevésbé ismert vagy elfelejtett értékeket, s ezeket a mai ember asztalára téve, újból életre keltse a megismerés örömének és a sokoldalú, korszerű művelődésnek a szolgálatát. Ez a kitekintés a történelem és a nagyvilág felé harmonikusan kiegészülhet – szándékaink szerint ki is fog egészülni – a hazai művelődés- és irodalomtörténet e sorozat tematikájába illő kiadatlan vagy régebben már megjelent, de hozzáférhetetlenné vált alkotásainak felkutatásával, újrakiadásával vagy kiadásával.”
A sorozat indulásának évében, 1969-ben összesen 5 cím jelent meg, átlagban 2900-as példányszámban. A Kriterion Könyvkiadó 1970-ben vette át, belső szerkesztője előbb Mikó Imre, majd nyugdíjba vonulása után, 1975-től Salamon Anikó lett. Az ő halála után (1981) Szabó Zsolt, illetve Hatházy Ferenc, 1992 után Szilágyi N. Zsuzsa volt, ám egyes köteteket alkalmilag mások is szerkesztettek. Mikó Imre kiválása és Csehi Gyula halála után szerkesztőbizottság alakult, tagjai Benkő Samu (történelem, művelődéstörténet), Deák Tamás (világirodalom), Szabó T. E. Attila (természettudományok), akik a – borító színével is megkülönböztetett – belső vonulatok szakszerkesztésével játszottak szerepet a sorozat koncepciótervének alakításában, az egyes kéziratok elbírálásában.
A tízéves évforduló küszöbén, az 1979-es évet nem számítva, az akkori szerkesztő, Salamon Anikó eme célkitűzés megvalósulásáról készített mérleget: „Az egyetemes művelődés körébe sorolható a 92 kötetből 30 kötet (32,60%), a magyar művelődés körébe szintén 30 kötet (32,60%), a többi 32 cím (34,80%) pedig megoszlik a román művelődés, a természettudományok és a filozófia között… A kötetek között 6 ókori, 12 középkori, 44 újkori és 26 jelenkori található.” A sorozat 1989-cel záruló első szakaszának második felében ezek a számok a következőképpen módosulnak: tíz év alatt összesen 44 kötet jelent meg, ami évi 4,4 kötetet jelent, ebből a magyar művelődéstörténet körébe 12 cím (27,27%), az egyetemes művelődéstörténet körébe 21 cím (45,46%) sorolható, egyéb (román irodalom, természettudomány stb.) 12 cím (27,27%). Az 1980-as években már szembetűnő az évenkénti eltolódás is: vannak évek, amikor csak 2–3 kötet jelenik meg (1981, 1985, 1987, 1989), s ezek között több esetben már egy sincs magyar tematikájú.
A sorozat 100. kötetében (Erdélyi Muzéum. 1814–1818. Sajtó alá rendezte és bevezetővel ellátta Benkő Samu), 1979-ben a kiadó közölte mind a 100 kötet címjegyzékét (példányszámokkal), valamint egy közvélemény-kutató kérdőívet. Ugyanakkor elemző munkaértekezletet tartottak, melyen a kérdőívre beérkezett olvasói válaszok értékelésére is sor került.

### Statisztika
Az olvasói érdeklődést mutatja a 100. kötet megjelenése idején készített forgalmi statisztika is. Eszerint pl. az 1973-ban megjelent 89 000 példány Téka-kötetből az év végén mindössze 4289 volt raktáron, az 1974-ben megjelent 60 300 példányból 2685, az 1975-ben megjelent 78 650 példányból 3916.
A sorozat 1979-ig évi átlagban 9,1 címet jelentetett meg átlagosan 7400 példányban, az 1980–85 közötti időszakban az átlagpéldányszám 9067 volt; az 1985–89-es időszakban összesen 15 kötet jelent meg 11 846-os átlagpéldányszámban. 1989-ben viszont mindössze 2 cím, s ez a beszűkülés folytatódott 1990 után is, az 1994-ig terjedő 5 évben összesen 10 cím került könyvforgalomba (példányszámot a kiadó ebben az időben már nem közölt). A példányszámrekordot az 1989-ig terjedő egész időszakban a Gondolatok a szerelemről (1970) érte el 42 000-es példányszámával; meghaladta a 20 000-es példányszámot II. Rákóczi Ferenc Fejezetek a Vallomásokból (1976), Freud Pszichoanalízis (1977) c. kötete, a Középkori anekdoták (1976), Defoe: A londoni pestis (1980), Boccaccio Dante élete (1986), Marco Polo utazásai (1986), Andrád Sámuel: Elmés és mulatságos rövid anekdoták (1988), Brehm: Az Északi-sarktól az Egyenlítőig (1988) és az Aradi vértanúk (1991), 15 000-et a Gondolatok a könyvről (1972), a Székely vértanúk 1854 (1975), a Bethlen Gábor Levelek (1980) és a Max Planck, Einstein, Heisenberg és mások írásaiból válogatott Mit tettem mint fizikus? (1985) c. kötet.

### 1989 után
Az 1989-es romániai forradalmat a sorozat túlélte, azonban éreztette hatását a Kriterion Könyvkiadót is érintő visszaszorulás. Az első 5 évben megjelent összesen 10 kötetből 3 olyan, amelyet korábban a cenzúra tiltott le (Újfalvy Sándor emlékiratai, Bocskai István levelei, az Aradi vértanúk c. memoárkötet), a többi a Téka sorozat korábbi koncepcióját viszi tovább, jelezve a merev ideológiai tiltások megszűnését (Bergson, Giordano Bruno, Machiavelli, Nietzsche).
Új lehetőségek felé nyitott (ekkor már Szilágyi N. Zsuzsa szerkesztésében) a kisebbségpolitikus Jakabffy Elemér tanulmányaival (1994); ezt egy Balogh Artúr-kötet követte (1997), s ezután helyreállt a sorozat korábbi profilja. Az elkövetkező évtizedben megjelent 25 kötet között (ebből 9 újrakiadás) találunk nemegyszer ismeretlen erdélyi történelmi-művelődéstörténeti értékeket feltáró kötetet: Enyedi György válogatott műveit, Bocskor János 18. századi és Bárdi Péter 19. század eleji énekeskönyveit, Berzenczey László, Wesselényi Polixénia útleírásait, Hieronymus Ostermayer Erdélyi krónikáját, egy válogatást Cserei Mihály művéből, az Erdély históriájából. A hazai, illetve az egyetemes filozófiai örökséget egy Bajza József- és egy Böhm Károly-válogatás, ill. egy-egy Descartes-, Diderot- és Rousseau-kötet képviseli. A ritkább megjelenés ellenére jut tér kultúrkuriózumoknak is: ilyen az említett két útleírás mellett Kiss András kötete az erdélyi boszorkányperekről és a Szirmay Antal Magyarország szóképekben című művéből készült válogatás (a sokáig lappangó fordítás Vietórisz József munkája).
A Téka sorozatnak tehát a mai romániai magyar könyvkiadásban sikerült részben visszafoglalnia azt a helyet, amelyet főképpen az 1970-es évek végétől betöltött.

## Megjelent kötetek

### 1969
- Kalevala földjén. Fordította, a bevezetőt és a jegyzeteket készítette: Nagy Kálmán.
- Silvio Pellico: Börtöneim. Fordította Erdélyi Károly. Válogatta, bevezetővel ellátta: Csetri Elek.
- Korolenko: A multani vérvád. A Beilis ügy. Bemutatja: Mikó Imre.
- Arisztotelész: Poétika. Fordította: Sarkady János. A bevezető tanulmányt írta és a jegyzeteket összeállította: Szabó György.
- Saint-Simon: Az európai társadalom újjászervezéséről. Új kereszténység. Fordította és a bevezető tanulmányt írta: Jordáky Lajos.

### 1970
- Erasmus világa. Bevezetővel és jegyzetekkel ellátta: Dankanits Ádám. Fordította: Bodor András, Dankanits Ádám, Trencsényi-Waldapfel Imre. Bukarest: Kriterion Könyvkiadó, 1970, 124 p., 2200 pld.
- Gondolatok a szerelemről. Gyűjtötte és összeállította: Dévald László. Az előszót írta: Szilágyi Júlia. Bukarest: Kriterion Könyvkiadó, 1970, 272 p., 12000 pld.
- Hermányi Dienes József: Nagyenyedi Demokritus. A kötet bevezette és gondozta: Rohonyi Zoltán. Bukarest: Kriterion Könyvkiadó, 1970, 192 p., 2000 pld.
- Iosif Vulcan a Kisfaludy Társaságban. Válogatta és a bevezetőt írta: Köteles Pál. Bukarest: Kriterion Könyvkiadó, 1970, 9 p., 2300 pld.
- Két emberpár, négy tudós, három Nobel-díj. Pierre Curie, Marie Skłodowska, Iréne Curie, Frédéric Joliot-Curie. Fordította, bevezette és a jegyzeteket írta: Dezső Ervin. Bukarest: Kriterion Könyvkiadó, 1970, 176 p., 2000 pld.
- Kóbor poéta vallomása. Középkori vágáns költők és névtelen szerzők versei. Bevezetővel és jegyzetekkel ellátta: Köllő Károly. Bukarest: Kriterion Könyvkiadó, 1970, 216 p., 1800 pld.
- A megindult falu. Tallózás a régi erdélyi faluirodalomból (1848–1914). Jakab Elek, Benedek Elek, Galgóczy Károly, Petelei István, E. Keményfi Katinka, T. Nagy Imre, Bartalis Ágost, S. Bíró Géza, Barabás Endre írásai. Válogatta, a bevezetőt írta és a jegyzeteket összeállította: Egyed Ákos. Bukarest: Kriterion Könyvkiadó, 1970, 168 p., 800 pld.
- Petronius: Trimalchio lakomája. Fordította: Horváth István Károly. Az előszót írta és válogatta: Szőcs István. Bukarest: Kriterion Könyvkiadó, 1970, 160 p., 4200 pld.
- Pepys, Samuel: Samuel Pepys naplójából. (1660–1669) Fordította, előszóval ellátta és jegyzetekkel ellátta: Semlyén István. Bukarest: Kriterion Könyvkiadó, 1970, 240 p., 3000 pld.
- Campanella, Tommaso: A napváros / Vitás kérdések a legjobb köztársaságról. Fordította, az előszót írta és a jegyzeteket írta: Sallay Géza. Téka sorozat. Bucureşti: Kriterion Könyvkiadó, 1970, 176 p., 3200 pld.
- Aiszóposz meséi. Fordította, az előszót írta és a jegyzeteket összeállította: Bodor András. Bucureşti: Kriterion Könyvkiadó, 1970, 248 l, 4000 pld.
- Antik anekdoták. Ókori szerzők műveinek felhasználásával bemutatja Szabó György. Bukarest: Kriterion Könyvkiadó, 1970, 168 p., 10540 pld.

### 1971
- A darwini gondolat. Szemelvények. A kötetet gondozta ifj. Szabó T. Attila. Bukarest: Kriterion Könyvkiadó, 1971, 208 p., 4400 pld.
- Gide, André: Rosszul láncolt Prométheusz. Fordította: és az előszót írta: Nagy Annamária. Bukarest: Kriterion Könyvkiadó, 1971, 96 p.
- Kant, Immanuel: Az örök béke. Babits Mihály fordításában és bevezetőjével. Bemutatja: Mikó Imre. Bukarest: Kriterion Könyvkiadó, 1971, 148 p., 4600 pld.
- Lenin stílusa. / Viktor Sklovszkij, Borisz Eichenbeum, Lev Jakubinszkij, Jurij Tinyanov, Borisz Kazanszkij, Borisz Tomasevszkij írásai /. Válogatta és az előszót írta: Csehi Gyula. Bukarest: Kriterion Könyvkiadó, 1971, 192 p., 1000 pld.
- Supplex Libellus Valachorum. Fordította és jegyzetekkel ellátta Köllő Károly. Bevezette Iosif Pervain és Köllő Károly. Bukarest: Kriterion Könyvkiadó, 1971, 9 p., 7400 pld.
- Bethlen Miklós önéletírása. A kötetet gondozta és a bevezetőt írta: Bernád Ágoston. Bukarest: Kriterion Könyvkiadó, 1971, 224 p., 5900 pld.
- Bölöni Farkas Sándor naplója. Az előszót írta: Jancsó Elemér. Bukarest: Kriterion Könyvkiadó, 1971, 112 p., 12350 pld.
- Richard de Bury: Philobiblon. A könyv szeretete. Fordította és jegyzetekkel ellátta: Bodor András. Bevezette Jakó Zsigmond. Bukarest: Kriterion Könyvkiadó, 1971, 200 p. + 19 mell., 5300 pld.
- Comenius válogatott írásai. Az előszót írta Dankanits Ádám. Válogatta és a jegyzeteket összeállította Kálmán Viktória. Bukarest: Kriterion Könyvkiadó, 1971, 144 p., 4300 pld.

### 1972
- Deák Farkas: Fogságom története. A kötetet gondozta: Kovács József. Bukarest: Kriterion Könyvkiadó, 1972, 208 p., 9300 pld.
- Erdélyi jobbágyok panaszlevelei. Kordokumentumok az erdélyi falu életből 1771–1848. A kötetet gondozta: Kovách Géza. Bukarest: Kriterion Könyvkiadó, 1972, 256 p., 5250 pld.
- Gondolatok a könyvről. Gyűjtötte és összeállította: Mészáros József. Bukarest: Kriterion Könyvkiadó, 1972, 224 p., 15500 pld.
- Hegel (Friedrich): Történelem és társadalom. Válogatta és bevezette: Huszár Vilmos. Fordította: Szemere Samu. Bukarest: Kriterion Könyvkiadó, 1972, 216 p., 5200 pld.
- Gayot de Pitaval, François: Híres bűnperek a Pitavalból. Fordította: bevezetővel és jegyzetekkel ellátta: Szilágyi András. Bukarest: Kriterion Könyvkiadó, 1972, 212 p., 13850 pld.
- József Attila és a román költészet. Kétnyelvű kisantológia. Az előszót írta, és válogatta: Mózes Huba. Könyvészeti adalék: Réthy Andor. Bukarest: Kriterion Könyvkiadó, 1972, 152 p., 6700 pld.
- Kőrösi Csoma Sándor: Buddha élete és tanításai. Fordította, bevezette és jegyzetekkel ellátta: Bodor András. Bukarest: Kriterion Könyvkiadó, 1972, 224 p., 13000 pld.
- Platón: Szókratész pöre. Levelek. Fordította: Devecseri Gábor és Faragó László. Bevezetővel és jegyzetekkel ellátta: Katona Ádám. Bukarest: Kriterion Könyvkiadó, 1972, 240 p., 5100 pld.
- Rousseau (Jean Jacques): A társadalmi szerződés. Fordította, bevezetővel és jegyzetekkel ellátta: Mikó Imre. Bukarest: Kriterion Könyvkiadó, 1972, 216 p., 10000 pld.
- Torma Zsófia levelesládájából. Válogatta, bevezetővel és jegyzetekkel ellátta: Gyulai Pál. Bukarest: Kriterion Könyvkiadó, 1972, 168 p., 5000 pld.

### 1973
- Codru Drăguşanu, Ion: Erdélyi peregrinus. Fordította, a bevezetőt, a jegyzeteket írta: Bustya Endre. Bukarest: Kriterion Könyvkiadó, 1973, 264 p., 3140 pld.
- Fábry Zoltán: Egy ember megszólal. Válogatta, az előszót és a jegyzeteket írta: Balogh Edgár. Bukarest: Kriterion Könyvkiadó, 1973, 216 p., 4050 pld.
- Gondolatok a szerelemről. Gyűjtötte és összeállította: Dévald László. Az előszót írta: Szilágyi Júlia. 2. kiadás. Bukarest: Kriterion Könyvkiadó, 1973, 272 p., 30000 pld.
- Grotius (Hugo): A háború és a béke jogáról. Válogatta: Farkas László. Az előszót írta: Demeter János. Bukarest: Kriterion Könyvkiadó, 1973, 216 p., 4200 pld.
- Arany János, Petőfi Sándor levelezése. Válogatta, az előszót és a jegyzeteket írta: Antal Árpád. Bukarest: Kriterion Könyvkiadó, 1973, 232 p., 11700 pld.
- Arany János és Rozvány Erzsébet. Bemutatja: Sáfrán Györgyi. Bukarest: Kriterion Könyvkiadó, 1973, 216 p., 10000 pld.
- Kolozsvári magyar muzsikusok emlékvilága. Szemelvények a XIX. század zenei írásaiból. / Ruzitska György, Déryné, Brassai Sámuel, Bartalis István, Farkas Ödön. / Válogatta, a bevezetőt írta és jegyzetekkel ellátta: Lakatos István. Bukarest: Kriterion Könyvkiadó, 1973, 216 p., 6200 pld.
- Lukács György: Tanulmányok 1–2. Válogatta és bevezetővel ellátta: Bretter György. Bukarest: Kriterion Könyvkiadó, 1973, 504 p., 7050 pld.
  - I. Filozófiai tanulmányok.
  - II. Irodalmi tanulmányok.
- Plinius: A természet históriája. Válogatott részek az I–VI. könyvből. Csillagászati és földrajzi ismeretek az ókorban. Fordította és bevezette: Váczy Kálmán. Bukarest: Kriterion Könyvkiadó, 1973, 208 p., 5350 pld.
- Az utazás divatja. Útleírások, útjegyzetek az 1848 előtti Erdélyről. / Téglási Ercsei József, Székely Mózes, Ürögdi Nagy Ferenc, id. Zeyk János, Szentiváni Mihály, Jánosfalvi Sándor István, Kővári László, Pataki Ferenc / Válogatta a bevezetőt és a jegyzeteket írta: Egyed Ákos. Bukarest: Kriterion Könyvkiadó, 1973, 204 p., 7300 pld.

### 1974
- 99 [kilencvenkilenc] Bartók-levél. A bevezetőt írta és válogatta: László Ferenc. Szöveg-megállapítás és jegyzetek: Demény János. A nem magyar nyelvű leveleket fordította: D. Benedict Edina. Bukarest: Kriterion Könyvkiadó, 1970, 228 p., 8250 pld.
- Gramsci, Antonio: A gyakorlat filozófiája. Válogatta és az előszót írta: Gáll Ernő. Bukarest: Kriterion Könyvkiadó, 1974, 288 p., 3400 pld.
- Heine, Heinrich: Vallomások – Írások a matrácsírból 1849–1856. Fordította, bevezetővel és jegyzetekkel ellátta: Csehi Gyula. Bukarest: Kriterion Könyvkiadó, 1974, 272 p., 5400 pld.
- Kisch, Egon Erwin: A Redl-ügy és egyéb történetek. Fordította, válogatta és az előszót írta: Fodor Ernő. Bukarest: Kriterion Könyvkiadó, 1974, 244 p., 7300 pld.
- Kodály Zoltán: Néphagyomány és zenekultúra. Válogatta, bevezetővel és jegyzetekkel ellátta: Katona Ádám. Bukarest: Kriterion Könyvkiadó, 1974, 292 p., 9650 pld.
- Mentovich Ferenc: Az új világnézlet. Sajtó alá rendezte, bevezetővel, jegyzetekkel ellátta: Hajós József. Bukarest: Kriterion Könyvkiadó, 1974, 268 p., 5400 pld.
- Morus Tamás: Utópia. Fordította, bevezetővel és jegyzetekkel ellátta: Kardos Tibor. Bukarest: Kriterion Könyvkiadó, 1974, 208 p., 6500 pld.
- Wesselényi Miklós: Balítéletekről. Válogatta, a bevezetőt és a jegyzeteket írta: Veress Dániel. Bukarest: Kriterion Könyvkiadó, 1974, 272 p., 6360 pld.
- Bonnet, Charles: A természet vizsgálása. Bemutatja: Szabó T. E. Attila. Fordította: Tóth Pál (1818). Bukarest: Kriterion Könyvkiadó, 1974, 176 p., 5400 pld.

### 1975
- Goethe és a világirodalom. Goethe és Eckermann beszélgetései alapján. Fordította: Győrffy Miklós. Válogatta, bevezetővel és jegyzetekkel ellátta: Ritoók János. Bukarest: Kriterion Könyvkiadó, 1975, 208 p., 4800 pld.
- Gondolatok a művészetről. Aforizmák. Dévald László gyűjtése. Sajtó alá rendezte és bevezette: Angi István. Bukarest: Kriterion Könyvkiadó, 1975, 232 p., 14800 pld.
- Kogălniceanu, Mihail: A parasztság sorsának könnyítése. Az előszót írta: Jordáky Lajos. Válogatta: Kerekes György. Bukarest: Kriterion Könyvkiadó, 1975, 224 p., 1750 pld.
- Apáczai Csere János: Magyar logikácska és egyéb írások. A bevezetőt írta és a jegyzeteket összeállította: Szigeti József. Bukarest: Kriterion Könyvkiadó, 1975, 212 p., 10000 pld.
- Lunacsarszkij, A. V.: Művészet és forradalom. Fordította, válogatta és a bevezetőt írta: Csehi Gyula. Bukarest: Kriterion Könyvkiadó, 1975, 292 p., 2300 pld.
- Nagyváradi színikritikák a Holnap évtizedében. Ady Endre, Bíró Lajos, Dutka Ákos és Juhász Gyula írásai a színházról. Válogatta, a bevezetőt írta és a jegyzeteket összeállította: Indig Ottó. Bukarest: Kriterion Könyvkiadó, 1975, 172 p., 5100 pld.
- Összehasonlító Irodalomtörténelmi lapok. Válogatta, az előszót írta és a jegyzeteket összeállította: Gaál György. Bukarest: Kriterion Könyvkiadó, 1975, 296 p., 3550 pld.
- Sinkó Ervin: Don Quijote útjai. Válogatta az előszót írta, a jegyzeteket összeállította: Bretter György. Bukarest: Kriterion Könyvkiadó, 1975, 272 p., 3850 pld.
- Székely vértanúk 1854. Válogatta, bevezette és jegyzetekkel ellátta: Károlyi Dénes. Bukarest: Kriterion Könyvkiadó, 1975, 244 p., 16900 pld.
- Bernard, Claude: Az élet egysége. Fordította, bevezetőt és jegyzeteket írta: Dániel Károly. Bukarest: Kriterion Könyvkiadó, 1975, 168 p., 4800 pld.
- Bolyai Farkas–Bolyai János: Bolyai-levelek. Válogatta, bevezetővel és jegyzetekkel ellátta: Benkő Samu. Bukarest: Kriterion Könyvkiadó, 1975, 316 p., 7000 pld.
- Börne Ludwig: Párizsi levelek. Fordította, bevezetővel és jegyzetekkel ellátta: Szilágyi András. Bukarest: Kriterion Könyvkiadó, 1975, 260 p., 4000 pld.

### 1976
- A genetika évszázada. Válogatás Gregor Mendel, Francis Galton, August Weismann, Gelei József, Hugo de Vries, Thomas H. Morgan, James D. Watson, F. H. C. Crick, Emil Racoviţă, Nyikolaj I. Vavilov, Julian S. Huxley írásaiból. Válogatta, fordította: Szabó T. E. Attila, Janicsek Jenő. Lektorálta: Lazányi Endre. Bukarest: Kriterion Könyvkiadó, 1976, 288 p., 5570 pld.
- Jókai természettudománya. Bemutatja Veress Zoltán. Bukarest: Kriterion Könyvkiadó, 1976, 256 p., 10250 pld.
- Középkori anekdoták. Fordította, bevezetővel és jegyzetekkel ellátta: Szabó György. Bukarest: Kriterion Könyvkiadó, 1976, 208 p., 25700 pld.
- Bacon, Francis: Új Atlantisz. Fordította, a bevezetőt írta és a jegyzeteket összeállította: Bodor András. Bukarest: Kriterion Könyvkiadó, 1976, 152 p., 6500 pld.
- Dimitrie Gusti: A szociológiai monográfia; vál., ford., bev., jegyz.: Balázs Sándor; 1976
- Ormós Zsigmond: Szabadelmű levelek vagy democrat lapdacsok aristocrat görcs ellen. Sajtó alá rendezte, bevezetővel és jegyzetekkel ellátta: Benkő Samu. Függelék George Contacuzine levelei Ormós Zsigmondhoz. Bukarest: Kriterion Könyvkiadó, 1976, 264 p., 5500 pld.
- II. Rákóczi Ferenc: Fejezetek a Vallomásokból. Válogatta, bevezetővel és jegyzetekkel ellátta: Benkő Samu. Fordította: Domján Elek. Bukarest: Kriterion Könyvkiadó, 1976, 276 p., 22000 pld.
- Schiller, Friedrich: Szolón és Lükurgosz. Történelmi esszék. Válogatta, fordította, bevezetővel és jegyzetekkel ellátta: Mikó Imre. Bukarest: Kriterion Könyvkiadó, 1976, 172 p., 6450 pld.
- Teleki Sámuel és a Teleki-téka. Válogatta, bevezetővel és jegyzetekkel ellátta Deé Nagy Anikó. Bukarest: Kriterion Könyvkiadó, 1976, 264 p., 8000 pld.
- Utazások a régi Európában. Peregrinációs levelek, útleírások és útinaplók. 1580-1709. Válogatta, bevezetővel és jegyzetekkel ellátta: Binder Pál. Bukarest: Kriterion Könyvkiadó, 1976, 220 p., 13600 pld.

### 1977
- Ész istennő nevében. Tallózás a Moniteur két évfolyamában. 1793–1794. Fordította, bevezetővel és jegyzetekkel ellátta: Semlyén István. Bukarest: Kriterion Könyvkiadó, 1977, 272 p., 5000 pld.
- Freud, Sigmund: Pszichoanalízis. Bevezetővel és jegyzetekkel ellátta:Simó Sándor. Fordította: Ferenczi Sándor, Lengyel József, Pártos Zoltán. Bukarest: Kriterion Könyvkiadó, 1977, 240 p., 21000 pld.
- Gaál Gábor: Vidéki történet. Cikkek 1926–1928. Válogatta, bevezetővel és jegyzetekkel ellátta: Tóth Sándor. Bukarest: Kriterion Könyvkiadó, 1977, 324 p., 4200 pld.
- Itóka (Bölöni Györgyné Machişiu Otilia): Ady Párizsban. Válogatta, bevezetővel és jegyzetekkel ellátta: Robotos Imre. Bukarest: Kriterion Könyvkiadó, 1977, 300 p., 10400 pld.
- Kosztolányi Dezső: Gondolatok a nyelvről. Válogatta, bevezetővel és jegyzetekkel ellátta: Murádin László. Bukarest: Kriterion Könyvkiadó, 1977, 176 p., 11850 pld.
- Babeș, Victor: Egészségügy és politika. Válogatott írások. Válogatta, bevezetővel és jegyzetekkel ellátta: Spielmann József. Fordította: Imreh Piroska, Spielmann József. Bucureşti: Kriterion Könyvkiadó, 1977, 264 p.m 1250 pld.
- II. Rákóczi Ferenc: Fejezetek a vallomásokból. Válogatta, a bevezető tanulmányt írta és a jegyzeteket összeállította: Benkő Samu. Fordította: Domján Elek. / Utánnyomás / Bukarest: Kriterion Könyvkiadó, 1977, 276 p., 4800 pld.

### 1978
- Dobrogeanu-Gherea, Constantin: A kritikáról. Fordította, a bevezető tanulmányt írta. Csehi Gyula. Összeállította és az előszót írta: Gáll Ernő. Bukarest: Kriterion Könyvkiadó, 1978, 304 p., 1850 pld.
- Golescu, Dinicu: Utazásaim leírása 1824, 1825, 1826. Válogatta, fordította és bevezetővel ellátta: Beke György. Bukarest: Kriterion Könyvkiadó, 1978, 232 p., 3300 pld.
- Emerson, Ralph Waldo: Esszék. Az emberiség képviselői. Angolok. Válogatta, a bevezetőt és a jegyzeteket írta: Gaál György. Fordította: Gaál György és Wildner Ödön. Bukarest: Kriterion Könyvkiadó, 1978, 276 p., 6500 pld.
- Haller János: Hármas história. 1. r. Világbíró Nagy Sándor néhány nevezetes dolgait illeti. 2. r. Jeles párbeszédekből áll. 3. r. A nagy Trója veszedelmének legigazabb históriája. Válogatta és az előszót írta: Molnár Szabolcs, ford. Haller János Bukarest: Kriterion Könyvkiadó, 1978, 288 p., 5450 pld.
- Apor Péter: Metamorphosis Transylvaniae. Az előszót és a jegyzeteket írta: Kócziány László. Szöveggondozó: Lőrinczy Réka. Bukarest: Kriterion Könyvkiadó, 1978, 184 p., 11300 pld.
- Milescu Spătarul, Nicolae: Kínai útinapló. (1675–1677) Fordította, bevezetővel és jegyzetekkel ellátta: Sombori Sándor. Bukarest: Kriterion Könyvkiadó, 1978, 192 p., 3500 pld.
- Tolsztoj, L. Ny.: Gyónás. Napló – Levelek. Válogatta és bevezetővel ellátta: Szilágyi Júlia. Bukarest: Kriterion Könyvkiadó, 1978, 348 p., 6800 pld
- Voltaire: Én, az üldözöttek Don Quichotéja. Válogatott levelek. Fordította, bevezetővel és jegyzetekkel ellátta. Rózsa Ágnes. Bukarest: Kriterion Könyvkiadó, 1978, 260 p., 8350 pld.

### 1979
- Erdélyi Muzéum 1814–1818. Válogatta, bevezetővel és jegyzetekkel ellátta: Benkő Samu. A sorozat 100. kötete. Függelékül a sorozat katalógusa. Bukarest: Kriterion Könyvkiadó, 1979, 296 p., 6600 pld.
- Fabre, Jean Henri: A rovarok környezete és viselkedése. Válogatta, fordította és bevezetővel ellátta: Puskás Attila. Bukarest: Kriterion Könyvkiadó, 1979, 232 p., 7000 pld.
- Fülep Lajos: Európai művészet és magyar művészet. Válogatta, bevezetővel és jegyzetekkel ellette: Katona Ádám. Bukarest: Kriterion Könyvkiadó, 1979, 360 p., 5800 pld.
- Antik portrék. Válogatta, bevezetővel és jegyzetekkel ellátta: Szabó György. Bukarest: Kriterion Könyvkiadó, 1979, 176 p., 9600 pld.
- Avvakum protopópa önleírása – Jepifanyij szerzetes önéletírása. A bevezetőt írta: Török Endre. Fordította és jegyzetekkel ellátta: Juhász József. Bukarest: Kriterion Könyvkiadó, 1979, 192 p., 5400 pld.
- Moholy-Nagy László: A festéktől a fényig. Összeállította és jegyzetekkel ellátta: Sugár Erzsébet. Bevezette: Mezei József. Bukarest: Kriterion Könyvkiadó, 1979, 248 p., 6000 pld.
- Saint Pierre Charles Iréné, Castel abbé de: Az örökbéke-tervezet rövid foglalata. Az előszót és a jegyzeteket írta Nagy Géza. Franciából fordította: Cseke Gál Anna. Bukarest: Kriterion Könyvkiadó, 1979, 168 p., 6600 pld.
- Saint-Simon, Claude de Rouvroy de: Saint-Simon herceg emlékiratai. Válogatta, bevezetővel és jegyzetekkel ellátta: Horváth Andor. Fordította: Réz Pál. Bukarest: Kriterion Könyvkiadó, 1979, 336 p., 15600 pld.
- Spinoza, Benedictus de: Politikai tanulmány. Levelek. Válogatta, az előszót és a jegyzeteket írta: Szegő Katalin. Fordította: Szemere Samu. Bukarest: Kriterion Könyvkiadó, 1979, 280 p., 4650 pld.
- Teleki Blanka és köre. Sajtó alá rendezte, bevezetővel és jegyzetekkel ellátta: Sáfrán Györgyi. Bukarest: Kriterion Könyvkiadó, 1979, 196 p., 9550 pld.
- Varga Béla: Bölcseleti írások. Válogatta, a bevezető tanulmányt írta és a jegyzeteket összeállította: Balázs Sándor. Bukarest: Kriterion Könyvkiadó, 1979, 288 p., 4150 pld.

### 1980
- Defoe, Daniel: A londoni pestis. Fordította: Vámosi Pál. Válogatta és a bevezetőt írta: Jánosházy György. Bukarest: Kriterion Könyvkiadó, 1980, 296 p., 25000 pld.
- Dosztojevszkij, Fjodor: A művészetről. Naplójegyzetek, levelek, töredékek. Válogatta, bevezető tanulmánnyal és jegyzetekkel ellátta: Kovács Albert. Bukarest: Kriterion Könyvkiadó, 1980, 296 p., 7000 pld.
- Eötvös Loránd Tudományos és Művelődés-politikai írásaiból. Válogatta, a bevezető tanulmányt írta és a jegyzeteket összeállította: Bodó Barna. Bukarest: Kriterion Könyvkiadó, 1980, 288 p., 6500 pld.
- Németh László: Pedagógiai írások. Válogatta, előszóval és jegyzetekkel ellátta: Fábián Ernő. Bukarest: Kriterion Könyvkiadó, 1980, 264 p., 7000 pld.
- Slavici, Ioan: A világ, amelyben éltem. Válogatta, fordította, előszóval és jegyzetekkel ellátta: Dávid Gyula. Bukarest: Kriterion Könyvkiadó, 1980, 296 p., 5000 pld.
- Bethlen Gábor: Levelek. Válogatta, bevezetővel és jegyzetekkel ellátta: Sebestyén Mihály. Bukarest: Kriterion Könyvkiadó, 1980, 308 p. + 1 mell., 15000 pld.

### 1981
- Newton Isaac: A principiából és az optikából. – Levelek Richard Bentleyhez. Válogatta, bevezető tanulmánnyal és jegyzetekkel ellátta: Heinrich László. Fordította: Heinrich László, Fehér Márta. Bukarest: Kriterion Könyvkiadó, 1981, 220 p., 5000 pld.
- Széchenyi István: Közjóra való törekedések. Szemelvények. Összeállította, bevezető tanulmányt írta: Benkő Samu. A Napló részleteit Jékely Zoltán és Győrffy Miklós, az Egy pillantás részletét Barta István fordította. Bukarest: Kriterion Könyvkiadó, 1981, 344 p. + 1 mell., 15000 pld.
- A Céhes élet Erdélyben. Válogatta, bevezetővel és jegyzetekkel ellátta: Kovách Géza és Binder Pál. Bukarest: Kriterion Könyvkiadó, 1981, 320 p., 8000 pld.

### 1982
- Heisenberg Werner: A részben az egész. Válogatott írások. Válogatta, bevezetéssel és jegyzetekkel ellátta: Vincze Mária. Bukarest: Kriterion Könyvkiadó, 1982, 296 p., 5000 pld.
- Herman Ottó: Az Adriától a Jeges-tengerig. Válogatta, az előszót és a jegyzeteket írta: Gábor Dénes. Bukarest: Kriterion Könyvkiadó, 1982, 256 p., 10000 pld.
- Kőrösi Csoma Sándor: Buddha élete és tanításai. Fordította, az előszót írta és jegyzetekkel ellátta: Bodor András. 2., javított kiadás. Bukarest: Kriterion Könyvkiadó, 1982, 228 p., 5000 pld.
- Madách levelek. Válogatta, bevezetővel és jegyzetekkel ellátta: Kántor Lajos. Bukarest: Kriterion Könyvkiadó, 1982, 292 p., 10000 pld.
- Népességrobbanás – Egyke. Válogatta, bevezetővel ellátta: Semlyén István. Fordította: Vallasekné Dáné Márta, Semlyén István. Bucureşti: Kriterion Könyvkiadó, 1982, 300 p., 15000 pld.
- Pascal Blaise: Gondolatok. Válogatta és a jegyzeteket összeállította: Szegő Katalin. A bevezetőt Bajor Andor írta. Fordította: Pődör László. Bukarest: Kriterion Könyvkiadó, 1982, 280 p., 8000 pld.

### 1983
- Galilei: Párbeszédek. A két legnagyobb világrendszerről, a ptolemaiosziról és a kopernikusziról. Bevezetővel és jegyzetekkel ellátta: Bréda Ferenc. Fordította: M. Zemplén Jolán. Bukarest: Kriterion Könyvkiadó, 1983, 260 p., 10000 pld.
- Marcus Aurelius: Elmélkedései. Fordította: Huszti József. A bevezető tanulmányt Benkő Samu írta. Bukarest: Kriterion Könyvkiadó, 1983, 220 p., 8000 pld.
- Mill John Stuart: A szabadságról. Fordította: Pap Mária. Bevezetővel és jegyzetekkel ellátta: Egyed Péter. Bukarest: Kriterion Könyvkiadó, 1983, 256 p., 3500 pld.
- Montaigne: Esszék. Válogatta, bevezetővel és jegyzetekkel ellátta: Oláh Tibor. Fordította: Bajcsa András, Kürti Pál, Oláh Tibor, Réz Ádám. Bukarest: Kriterion Könyvkiadó, 1983, 296 p., 5000 pld.
- Rétyi Péter: Naplója. Előszóval és magyarázó jegyzetekkel közzéteszi Maris Ursuţiu. Bukarest: Kriterion Könyvkiadó, 1983, 144 p., 10000 pld.
- Utazások a török birodalomban. Válogatta, bevezetéssel és jegyzetekkel ellátta: Binder Pál. Bukarest: Kriterion Könyvkiadó, 1983, 284 p., 5000 pld.

### 1984
- Goethe és Schiller levelezése. Válogatta, az előszót és a jegyzeteket írta: Deák Tamás. Fordította: Berczik Árpád, Raáb György. Bukarest: Kriterion Könyvkiadó, 1984, 248 p., 8000 pld.
- Kőváry László: Tájképek utazási rajzokban. Válogatta, a bevezetőt és a jegyzeteket írta: Bálint József. Bukarest: Kriterion Könyvkiadó, 1984, 264 p., 6000 pld.
- Szenci Molnár Albert: Napló és más írások. Válogatta és a bevezető tanulmányt írta: Benkő Samu. A latin nyelvű műveket fordította: Borzsák István, Kenéz Győző, Kuncz Ágnes, Szabó András. Bukarest: Kriterion Könyvkiadó, 1984, 264 p., 5000 pld.
- Tacitus: Sorsfordulatokban gazdag kor. Válogatta, bevezetővel és jegyzetekkel ellátta: Bodor András. Fordította: Borzsák István. Bukarest: Kriterion Könyvkiadó, 1984, 252 p., 5500 pld.
- Boswell James: Doktor Johnson élete. Válogatta, a bevezetőt és a jegyzeteket írta: Szilágyi Júlia. Fordította: Kaposi Tamás. Bukarest: Kriterion Könyvkiadó, 1984, 260 p., 5000 pld.

### 1985
- Maiorescu Titu: Bírálatok, vitacikkek, tanulmányok. Válogatta, fordította, bevezetővel és jegyzetekkel ellátta: Dávid Gyula. Bukarest: Kriterion Könyvkiadó, 1985, 300 p., 2480 pld.
- Mit tettem mint fizikus? Nobel-díjasok (Max Planck, Albert Einstein, Max Born, Werner Heisenberg, Victor F. Weisskopf, Robert Pohl, Felix Bloch, Nevill F. Mott) önéletírásaiból. Válogatta, a bevezetőt és a jegyzeteket írta: Bodó Barna. Fordította: Falvay Mihály, Nagy Imre, Varga Lajos Károly, Vekerdi László, M. Zemplén Jolán. Bukarest: Kriterion Könyvkiadó, 1985, 268 p., 18000 pld.
- Dobzhansky Theodosius: Változatosság és egyenlőség. Örökletes változatosság és emberi egyenlőség. Tények és tévhitek az öröklődés és a nevelés vitájában. Fordította:, a bevezetőt írta és jegyzeteket összeállította: Szabó T. E. Attila. Bukarest: Kriterion Könyvkiadó, 1985, 204 p., 5000 pld.

### 1986
- Jakab Elek: Tanulmányok. Válogatta, a bevezető tanulmányt és a jegyzeteket összeállította: Egyed Ákos. Bukarest: Kriterion Könyvkiadó, 1986, 264 p., 4000 pld.
- Lamarck Jean–Baptiste Antoine de: A természet fejlődése. Bevezetővel és jegyzetekkel ellátta Szász-Fejér János. Válogatta és fordította: Szász-Fejér Gyöngyi. A fordítást Puskás Attila ellenőrzése. Bukarest: Kriterion Könyvkiadó, 1986, 204 p., 10 000 pld.
- Marco Polo utazásai. Válogatta, a bevezetőt írta és a jegyzeteket összeállította: Dáné Tibor. Fordította: Vajda Endre. Bukarest: Kriterion Könyvkiadó, 1986, 324 p., 30 000 pld.
- Boccaccio Giovanni: Dante élete. Bevezetővel és jegyzetekkel ellátta: Oláh Tibor. Fordította: Füst József. Bukarest: Kriterion Könyvkiadó, 1986, 152 p., 20 000 pld.
- Strachey Litton: Miniatűr arcképek. Fordította, a bevezetőt írta és a jegyzeteket összeállította: Sebestyén Ágnes.[1] Bukarest: Kriterion Könyvkiadó, 1986, 272 p., 8000 pld.

### 1988
- A bölcsesség útja. Ókori kínai gondolkodók írásaiból. Válogatta, a bevezetőt és a jegyzeteket írta: Pászka Imre. Fordította: Tőkei Ferenc. Bukarest: Kriterion Könyvkiadó, 1988, 312 p.

### 1989
- Compagni Dino: Krónikája korának eseményeiről. Fordította, a bevezetőt és a jegyzeteket írta: Kiss András. Bukarest: Kriterion Könyvkiadó, 1989, 332 p.